# Nematocere
Nematocerele (Nematocera) (din greaca nematos = ață, fir, filament;  keras = corn, antenă) sau nemocerele (Nemocera) (din greaca nema = fir și keras = corn) este un subordin de insecte diptere care cuprinde țânțarii și alte insecte asemănătoare. Au antene filiforme, lungi, mai lungi decât capul și toracele, sau cel puțin cât capul și toracele, totdeauna alcătuită din peste 10 segmente. Aripile sunt înguste și lungi, picioarele lungi și subțiri, abdomenul lung, subțire și cilindric. Palpii maxilari sunt de asemenea lungi, drepți și subțiri, formați din 3-6 articole și atârnă în jos. Ochii lor sunt destul de bine dezvoltați. Larvele sunt eucefale, cu capul diferențiat, care poartă mandibule bine conformate. Nimfele sunt libere și, de regulă, foarte mobile. Larvele se dezvoltă sau în apă sau în medii umede, cuprinzând substanțe organice (în sol, mușchi de pământ etc.), sau sunt terestre, fitofage, uneori producătoare de gale, sau zoofage. Nematocerele sunt diptere primitive, cuprinse în numeroase familii, grupate de unii autori în infraordine. Nervația aripilor constituie cel mai important criteriu de determinare.

## Sistematica
Mai jos sunt arătați taxonii actuali:
- Infraordinul Axymyiomorpha McAlpine, 1981

- Familia Axymyiidae Shannon, 1921 (6 genuri, 8 specii)

- Infraordinul Culicomorpha Hennig, 1948

- Suprafamilia Culicoidea Meigen, 1818

- Familia Dixidae Schiner, 1868 (9 genuri, 197 specii)
- Familia Corethrellidae Edwards, 1932 (1 genuri, 111 specii)
- Familia Chaoboridae Newman, 1834 (33 genuri, 89 specii)
- Familia Culicidae Meigen, 1818 (46 genuri, 3725 specii)

- Suprafamilia Chironomoidea Newman, 1834

- Familia Thaumaleidae Bezzi, 1913 (10 genuri, 183 specii)
- Familia Simuliidae Newman, 1834 (35 genuri, 2121 specii)
- Familia Ceratopogonidae Newman, 1834 (130 genuri, 5902 specii)
- Familia Chironomidae Newman, 1834 (541 genuri, 7290 specii)

- Infraordinul Blephariceromorpha Rohdendorf, 1961

- Familia Blephariceridae Loew, 1861 (39 genuri, 331 specii)
- Familia Deuterophlebiidae Edwards, 1922 (1 gen, 14 specii)
- Familia Nymphomyiidae Tokunaga, 1932 (1 gen, 8 specii)

- Infraordinul Bibionomorpha Hennig, 1954

- Familia Anisopodidae Knab, 1912 (24 genuri, 196 specii)
- Familia Bibionidae Fleming, 1821 (12 genuri, 1102 specii)
- Familia Bolitophilidae Winnertz, 1863 (2 genuri, 61 specii)
- Familia Cecidomyiidae Newman, 1835 (761 genuri, 6296 specii)
- Familia Diadocidiidae Winnertz, 1863 (4 genuri, 39 specii)
- Familia Ditomyiidae Keilin, 1919 (8 genuri, 98 specii)
- Familia Hesperinidae Schiner, 1864 (2 genuri, 10 specii)
- Familia Keroplatidae Rondani, 1856 (90 genuri, 993 specii)
- Familia Lygistorrhinidae Edwards, 1925 (15 genuri, 44 specii)
- Familia Mycetophilidae Newman, 1834 (233 genuri, 4525 specii)
- Familia Pachyneuridae Schiner, 1864 (7 genuri, 8 specii)
- Familia Rangomaramidae Jaschhof & Didham, 2002 (13 genuri, 32 specii)
- Familia Sciaridae Billberg, 1820 (92 genuri, 2455 specii)

- Infraordinul Psychodomorpha Hennig, 1968

- Suprafamilia Scatopsoidea Rohdendorf, 1951

- Familia Canthyloscelididae Enderlein, 1912 (5 genuri, 17 specii)
- Familia Perissommatidae Colless, 1962 (5 genuri, 9 specii)
- Familia Scatopsidae Newman, 1834 (34 genuri, 407 specii)
- Familia Valeseguyidae Amorim & Grimaldi, 2006 (3 genuri, 3 specii)

- Suprafamilia Psychodoidea Crampton, 1924

- Familia Psychodidae Newman, 1834 (144 genuri, 3026 specii)

- Infraordinul Ptychopteromorpha Wood & Borkent, 1986

- Familia Ptychopteridae Osten Sacken, 1862 (27 genuri, 156 specii)
- Familia Tanyderidae Osten Sacken, 1880 (12 genuri, 55 specii)

- Infraordinul Tipulomorpha Rohdendorf, 1961

- Familia Pediciidae Osten Sacken, 1859 (12 genuri, 496 specii)
- Familia Tipulidae Latreille, 1802 (39 genuri, 4415 specii)
- Familia Limoniidae Rondani, 1856 (188 genuri, 10777 specii)
- Familia Cylindrotomidae Schiner, 1863 (9 genuri, 82 specii)
- Familia Trichoceridae Rondani, 1841 (15 genuri, 183 specii)